# Kabupaten Banyuasin
Kabupaten Banyuasin är ett regentskap (kabupaten) i Indonesien. Det ligger i provinsen Sumatera Selatan, i den västra delen av landet, 500 km nordväst om huvudstaden Jakarta. Antalet invånare (2021) är 878 154.
Regentskapet är indelat i 21 underdistrikt (kecamatan) som i sin tur är indelade i totalt 288 byar (desa) och 17 "urbana byar" (kelurahan). 
Tropiskt regnskogsklimat råder i trakten. Årsmedeltemperaturen i trakten är 24 °C. Den varmaste månaden är oktober, då medeltemperaturen är 25 °C, och den kallaste är januari, med 23 °C. Genomsnittlig årsnederbörd är 3 171 millimeter. Den regnigaste månaden är november, med i genomsnitt 473 mm nederbörd, och den torraste är september, med 92 mm nederbörd.